# Tim Hetherington
Timothy "Tim" Hetherington, född 5 december 1970 i Liverpool, död 20 april 2011 i Misrata, Libyen, var en brittisk krigskorrespondent, fotograf och dokumentärfilmare. Han skildrade på nära håll flera krig och konflikter världen över, och hans dokumentär Restrepo nominerades 2011 till en Oscar för bästa dokumentärfilm. År 2008 tilldelades han utmärkelsen World Press Photo of the Year för sitt foto av en utmattad amerikansk soldat under Afghanistankriget.
Han dödades den 20 april 2011 i det belägrade Misrata i det pågående inbördeskriget i Libyen.